# ESPN 2 (Amérique du Sud)
Ne pas confondre avec ESPN 2 et ESPN 2 (Mexique et Amérique Centrale).
ESPN 2 ou ESPN Dos en espagnol est l'une des chaînes du réseau ESPN en Amérique latine. Elle dépend de ESPN Latin America et propose depuis 2002 des programmes supplémentaires.
Comme le reste du réseau ESPN appartient à 80 % à la Walt Disney Company et à 20 % à Hearst Corporation.
ESPN Latin America avait lancée dès 1996 la chaîne ESPN 2 pour compléter l'offre ESPN dans la région du Mexique et des Caraïbes. ESPN 2 est diffusée dans la région du Río de la Plata (Argentine, Uruguay, Paraguay et dans le nord des Andes (Bolivie, Chili, Colombie, Équateur, Pérou, Venezuela)